# Заглядино
Загля́дино (рос. Заглядино) — селище у складі Асекеєвського району Оренбурзької області, Росія.

## Населення
Населення — 1596 осіб (2010; 1769 у 2002).
Національний склад (станом на 2002 рік):
- росіяни — 51 %
- татари — 31 %